# Wydział Wokalno-Aktorski Akademii Muzycznej im. Ignacego Jana Paderewskiego w Poznaniu
Wydział Wokalno-Aktorski Akademii Muzycznej im. Ignacego Jana Paderewskiego w Poznaniu – nieistniejący już wydział Akademii Muzycznej im. Ignacego Jana Paderewskiego w Poznaniu. Jego siedziba znajdowała się przy ul. Święty Marcin 87 w Poznaniu.

## Władze
Dziekan: prof. dr hab. Marek Moździerz
Prodziekan: dr Szymon Musioł

## Struktura
- Katedra Wokalistyki

Kierownik – prof. zw. dr hab. Grażyna Flicińska-Panfil
- Zakład Pieśni i Kameralistyki Wokalnej

Kierownik Zakładu: prof. zw. dr hab. Wojciech Maciejowski
- Zakład Muzyki Operowej

Kierownik Zakładu Muzyki Operowej: prof. dr hab. Andrzej Ogórkiewicz

## Kierunki studiów
- wokalistyka

## Kształcenie aktorskie

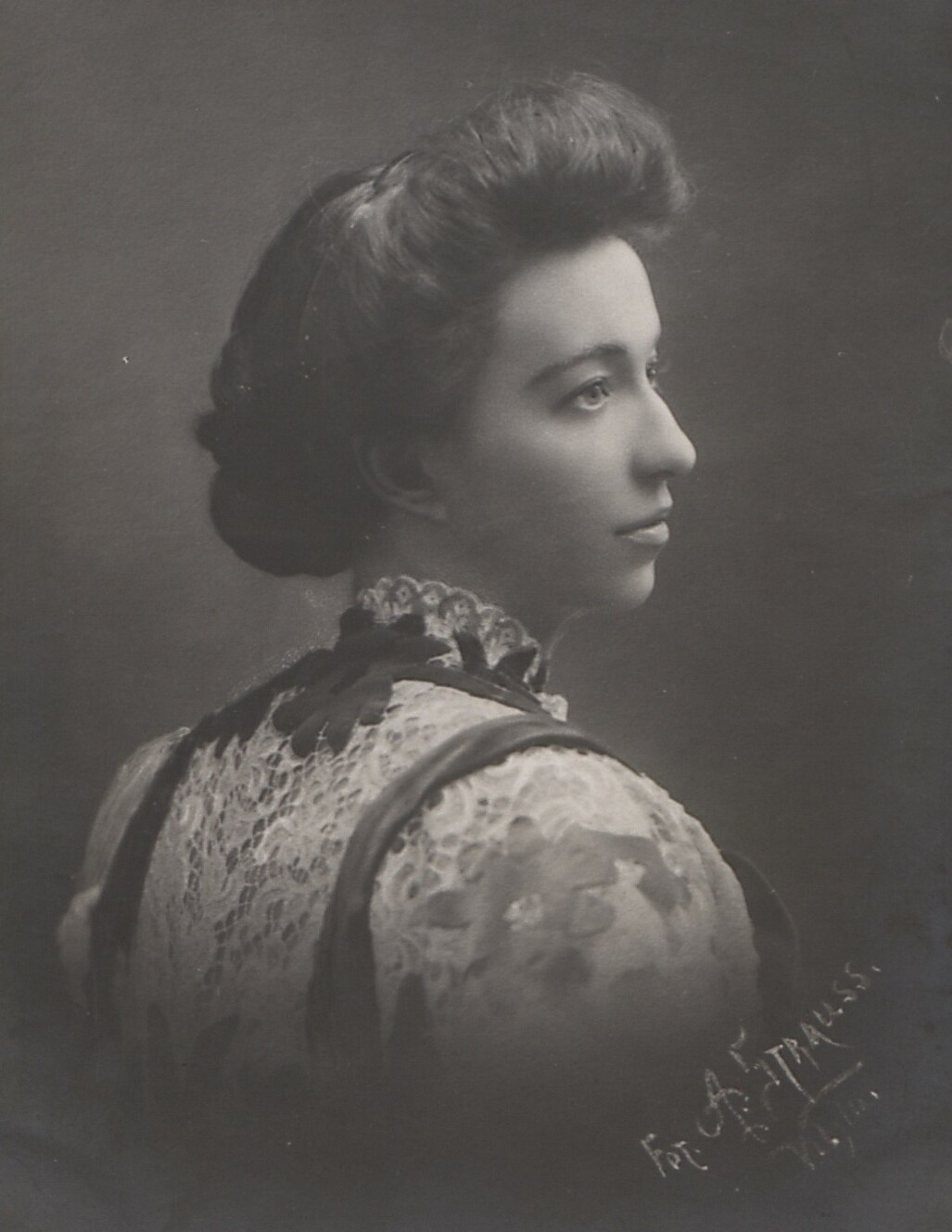
Nuna Mlodziejowska-Szczurkiewiczowa, dziekan Wydziału Dramatycznego.

W latach 1920−1925 przy Państwowym Konserwatorium Muzycznym w Poznaniu działał Wydział Dramatyczny prowadzony przez aktorkę i wieloletnią dyrektorkę Teatru Polskiego w Poznaniu, Nunę Młodziejowską-Szczurkiewiczową, późniejszą założycielkę Studia Dramatycznego w Poznaniu. 
W późniejszych latach kształcenie aktorskie na poznańskiej Akademii Muzycznej odbywało się w Katedrze Wokalistyki Wydziału Wokalnego, obecnie w Katedrze Wokalistyki. Wykładowcami byli między innymi reżyser teatralny i operowy Roman Kordziński (od 1970, przedmiot zespoły operowe) oraz aktor Teatru Nowego im. Tadeusza Łomnickiego w Poznaniu, Zbigniew Grochal (od 1988, przedmioty aktorskie).